# Île de Montréal
Ne doit pas être confondu avec la ville, l'agglomération, la région administrative ou la région métropolitaine de Montréal
L'île de Montréal est une île fluviale située au sud de la province de Québec, au Canada. C'est la plus grande île de l'archipel d'Hochelaga avec une superficie de 482,8 km2. Elle est délimitée au sud par le fleuve Saint-Laurent, au nord par la rivière des Prairies, à l’ouest par le lac des Deux Montagnes (exutoire de la rivière des Outaouais), et au sud-ouest par le lac Saint-Louis, un élargissement du fleuve. Le point culminant de l’île est le mont Royal, qui s’élève à 234 mètres et domine le centre-ville de Montréal.
Avant le creusement du canal de Lachine (1825) et de la voie maritime du Saint-Laurent (1959), les rapides de Lachine faisaient de l’île de Montréal la limite de la navigation maritime vers les Grands Lacs. Ce site constituait alors un lieu de portage millénaire pour les peuples autochtones et les premiers explorateurs européens. La position stratégique de l’île a favorisé son développement rapide au XIXe siècle, dans le contexte de la Conquête de l’Ouest et de l’essor industriel nord-américain. Montréal devient alors un centre portuaire majeur, entraînant une forte urbanisation et industrialisation.
L’île de Montréal est reliée à l’île Jésus depuis 1836, à l’île Perrot depuis 1854, et à la Rive-Sud du fleuve Saint-Laurent par le pont Victoria, inauguré en 1860. Aujourd’hui, l’île est connectée au reste du continent par un vaste réseau d’infrastructures routières et ferroviaires, comprenant de nombreux ponts et tunnels qui assurent la circulation des personnes et des marchandises.
La ville de Montréal occupe la majeure partie du territoire insulaire, qu’elle partage avec quinze autres municipalités. Avec une population de plus de deux millions d’habitants, soit environ le quart de la population du Québec, l’île de Montréal est l’île d’eau douce la plus peuplée au monde. Elle abrite également l’aéroport international Pierre-Elliott-Trudeau, l’un des principaux aéroports du pays et une plaque tournante du transport aérien national et international.

## Toponymie
Bien que l'origine des toponymes Mont-Royal et Montréal remontent au XVIe siècle, dans les récits de voyage de Jacques Cartier, l'île de Montréal est appelée ainsi depuis la première moitié du XVIIe siècle. Dans sa carte de 1632, Samuel de Champlain l'appelle « isle de Mont réal » puis en 1636, la Seigneurie de l'Île-de-Montréal est concédée. Paul de Chomedey de Maisonneuve, fondateur de Ville-Marie avec Jeanne Mance, parle en 1642 de « Ville marie de l'isle de Montréal ».
Dans la tradition orale mohawk, plus particulièrement les communautés de Kahnawake et Kanesatake situées à proximité, l'île porte le nom de Tiohtiá:ke qui est la forme abrégée de Teionihtiohtiá:kon qui signifie « là où le groupe se scinde ou emprunte des chemins différents »[pertinence contestée]. Cependant, bien que des artefacts archéologiques ont prouvé que l’île est fréquentée et occupée continuellement par les peuples autochtones depuis au moins 1500 ans,, il n'y a aucune preuve matérielle d'une présence permanente mohawk sur l'île avant l’arrivée des Français. D'après l'anthropologue Serge Bouchard et l’historien de l'UQAM Alain Beaulieu interrogés par Radio-Canada, l'occupation ancestrale de l'île par les Mohawks est fausse. Alain Beaulieu indique que « La création de villages mohawks dans la vallée du Saint-Laurent date d’après 1667, soit environ un demi-siècle après l’installation des Français », et dénonce la confusion entre « réalité historique » et « réalité juridique ».

## Géographie
Avec ses 482,8 km2, l’île de Montréal est la plus vaste des îles de l'archipel d'Hochelaga. L'île s'étend sur près de 50 kilomètres et prend la forme d'un boomerang, avec une pointe à l'ouest et une pointe au nord-est. À son plus large, l'île s'étend sur 16 kilomètres, de la rive du fleuve Saint-Laurent à la rivière des Prairies.
Le relief de la région de Montréal est en continuité avec celui des basses-terres du Saint-Laurent, l'altitude y est relativement peu élevée et constante, résultat du retrait progressif de la mer de Champlain puis du lac Lampsilis après la dernière glaciation. La topographie de l'île de Montréal est marqué par la proéminence du mont Royal qui culmine à 234 m et par de grandes terrasses et plateaux. Le rivage de l'île de Montréal s'élève à 7 mètres au-dessus du niveau de la mer Pointe-aux-Trembles dans l'est et à plus d'une trentaine de mètres sur les rives du lac des Deux Montagnes dans l'ouest.

### Géologie

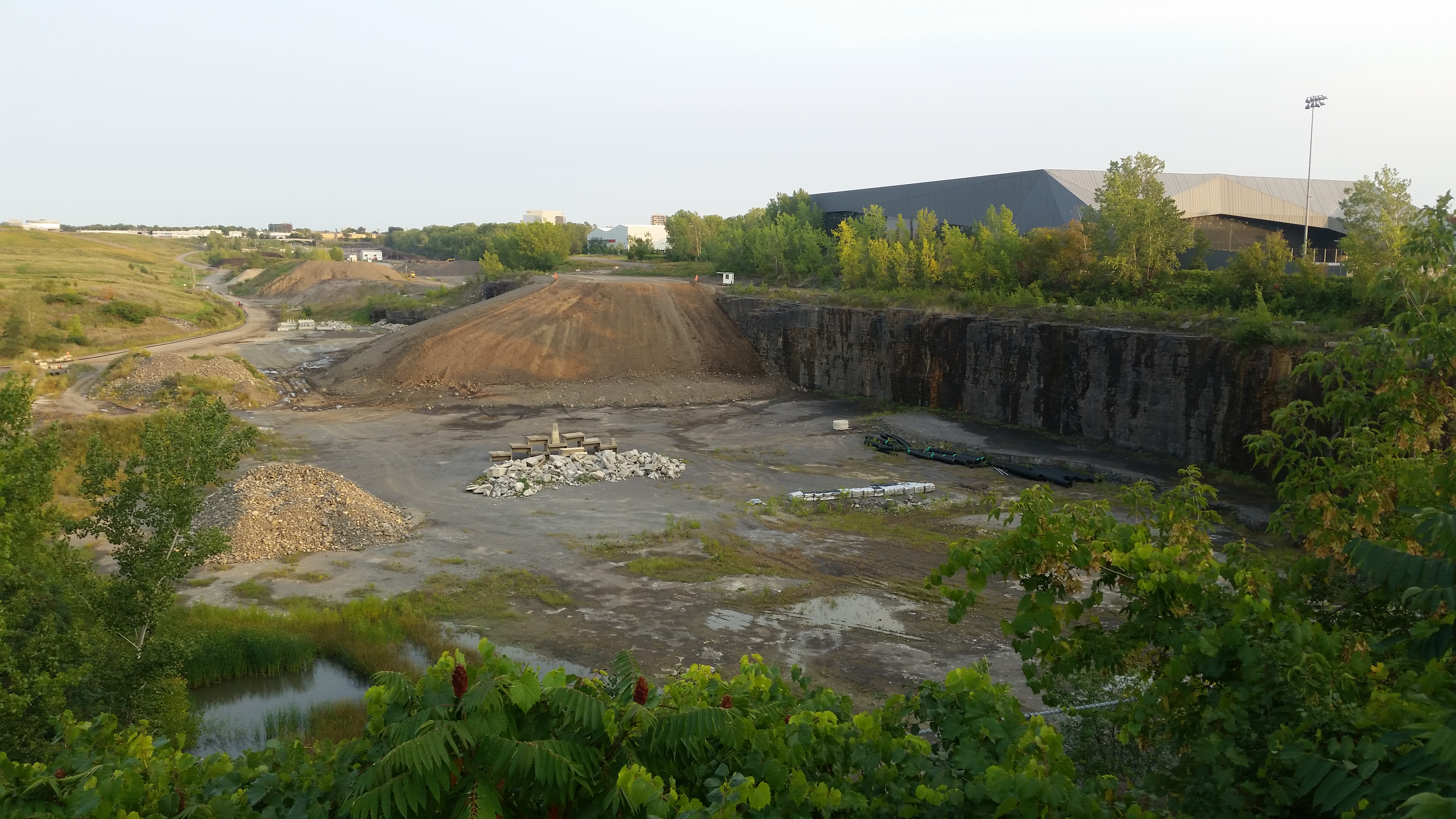
L'ancienne carrière Miron dans le quartier Saint-Michel devient un site d'enfouissement à partir de 1968.

Le sous-sol de la région de Montréal est constitué de grès déformés et faillés, de carbonates et de schiste argileux de la période du Cambrien-Ordovicien recouvert par des dépôts meubles de tills, de silts, de sables d'interstades glaciaires, d'argile marine, de dépôts de plage et de tourbe de la dernière période glaciaire. Le mont Royal est une intrusion magmatique du Mésozoïque, à l'instar des 8 autres Montérégiennes.
Le socle rocheux peu profond de l'île a facilité la construction d’infrastructures souterraines comme les canalisations d'eau, la ville souterraine et le métro de Montréal.

## Politique
L’île de Montréal est le composant principal du territoire de  Montréal (région administrative) et l’agglomération de Montréal, avec l’île Bizard, l’île Sainte-Hélène, l’île Notre-Dame, l’île des Sœurs, l’île Dorval, et à peu près 69 îles plus petites. Ce territoire regroupe 16 municipalités et les 19 arrondissements de la ville de Montréal.

### Municipalités de l'Île de Montréal
- Beaconsfield (Québec)
- Baie d'Urfé
- Côte-Saint-Luc
- Hampstead
- Dollard-des-Ormeaux
- Dorval
- Kirkland
- L’Île-Dorval
- Montréal-Est
- Montréal
- Montréal-Ouest
- Mont-Royal
- Pointe-Claire
- Sainte-Anne-de-Bellevue
- Senneville
- Westmount[25]

## Démographie
La région administrative de Montréal, comprenant aussi l'île Bizard, comptait en 2016 une population de 2 014 221 habitants,, dont environ (1 800 000) dans la ville de Montréal. L’île de Montréal regroupe presque le quart de la population totale du Québec. Elle forme une des dix-sept régions administratives du Québec. C’est la région administrative la plus peuplée du Québec, tout en étant l’une des deux régions les plus petites en superficie (la plus petite en superficie étant celle de Laval).

### Langues
57 % des habitants de l’île de Montréal sont francophones, 18 % sont anglophones (ceux-ci étant surtout concentrés dans l’ouest de l’île) et 25 % sont locuteurs d’autres langues (allophones),. Il s’agit du plus faible taux de francophones parmi les 17 régions administratives québécoises. Néanmoins, tous groupes linguistiques confondus, 96 % des résidents de l’île ont une certaine connaissance de la langue française. L’île de Montréal a toujours été au cœur des enjeux linguistiques au Québec.